# Brenierea
Brenierea je monotipski rod rod mahunarki smješten u potporodicu Cercidoideae. Jedina vrsta je B. insignis, grm ili drvo, endem Madagaskara.